# Manufactuur (horloge)
In de wereld van het mechanische horloge wordt de Franse term manufacture, of 
manufactuur in het Nederlands, gebruikt om aan te duiden dat een merk minimaal 1 eigen (zelf-ontwikkeld) horloge-uurwerk in productie heeft. 
Gedurende de heropleving van de populariteit van mechanische horloges in de laatste paar decennia is een toenemend aantal fabrikanten er toe overgegaan zich bij dit selecte gezelschap te voegen. Hierbij ook gerenommeerde fabrikanten die al enkele jaren of zelfs decennia geen manufactuur meer waren; veruit de belangrijkste naam wat dat betreft is Omega.
Manufacturen die (vrijwel) volledig onafhankelijk zijn van derden zijn zeer schaars; hieronder vallen het Japanse merk Seiko (Seiko Ananta) en Zwitserse merken als Audemars Piguet, Rolex, Patek Philippe, Jaeger-le Coultre, Zenith en het Duitse Lange & Söhne.
Over het algemeen wordt voor een manufactuur-horloge een hoge tot zeer hoge prijs gevraagd; globaal vanaf zo'n 3000 euro. Topstukken met meerdere, soms zeer gecompliceerde extra functies, kosten een veelvoud hiervan.